# Liste der Philosophiezeitschriften
Dies ist eine Liste von philosophischen Periodika und Fachzeitschriften, in denen wissenschaftliche Artikel veröffentlicht werden.

## Zeitschriften nach Themen
| Name                                                                          | Thema                                                    | Website |
| ----------------------------------------------------------------------------- | -------------------------------------------------------- | ------- |
| Acta Analytica                                                                | Analytische Philosophie                                  | Link    |
| Allgemeine Zeitschrift für Philosophie                                        | Allgemein                                                | Link    |
| Ancient Philosophy                                                            | Antike Philosophie                                       | Link    |
| The American Journal of Bioethics                                             | Ethik                                                    | Link    |
| American Philosophical Quarterly                                              | Allgemein                                                | Link    |
| Analysis                                                                      | Allgemein                                                | Link    |
| Analytic Philosophy                                                           | Analytische Philosophie                                  | Link    |
| Ancient Philosophy                                                            | Antike Philosophie                                       | Link    |
| Ancient Philosophy Today                                                      | Antike Philosophie                                       | Link    |
| Apeiron                                                                       | Antike Philosophie                                       | Link    |
| Applied Ontology                                                              | Metaphysik                                               | Link    |
| Arbeitsblätter für ethische Forschung                                         | Ethik                                                    | Link    |
| Archai                                                                        | Geschichte der Philosophie                               | Link    |
| Archiv für Begriffsgeschichte                                                 | Begriffsgeschichte                                       | Link    |
| Archiv für Geschichte der Philosophie                                         | Geschichte der Philosophie                               | Link    |
| Archiv für Rechts- und Sozialphilosophie                                      | Rechts-, Sozial- und Kulturphilosophie                   | Link    |
| Aufklärung und Kritik                                                         | Allgemein                                                | Link    |
| The Australasian Journal of Philosophy                                        | Analytische Philosophie                                  | Link    |
| Axiomathes                                                                    | Allgemein                                                | Link    |
| Behavioral and Brain Sciences                                                 | Philosophie des Geistes                                  | Link    |
| Bioethics                                                                     | Ethik                                                    | Link    |
| Biology & Philosophy                                                          | Wissenschaftstheorie                                     | Link    |
| BMC Medical Ethics                                                            | Ethik                                                    | Link    |
| Bochumer Philosophisches Jahrbuch für Antike Und Mittelalter                  | Antike Philosophie und Philosophie des Mittelalters      | Link    |
| British Journal of Aesthetics                                                 | Ästhetik                                                 | Link    |
| Journal for General Philosophy of Science                                     | Wissenschaftstheorie                                     | Link    |
| British Journal for the History of Philosophy                                 | Geschichte der Philosophie                               | Link    |
| The British Journal for the Philosophy of Science                             | Wissenschaftstheorie                                     | Link    |
| The Bulletin of Symbolic Logic                                                | Philosophie der Mathematik und Logik                     | Link    |
| Business and Professional Ethics Journal                                      | Ethik                                                    | Link    |
| Business Ethics – A European Review                                           | Ethik                                                    | Link    |
| Business Ethics Quarterly                                                     | Ethik                                                    | Link    |
| Canadian Journal of Philosophy                                                | Allgemein                                                | Link    |
| The Classical Quarterly                                                       | Antike Philosophie                                       | Link    |
| Cognition                                                                     | Philosophie des Geistes                                  | Link    |
| Coincidentia                                                                  | Europäische Philosophie                                  | Link    |
| Conceptus                                                                     | Analytische Philosophie                                  | Link    |
| Consciousness and Cognition                                                   | Philosophie des Geistes                                  | Link    |
| Contemporary Political Theory                                                 | Politische Philosophie                                   | Link    |
| Continental Philosophy Review                                                 | Allgemein                                                | Link    |
| Croatian Journal of Philosophy                                                | Analytische Philosophie                                  | Link    |
| Der blaue Reiter                                                              | Allgemein                                                | Link    |
| Deutsche Zeitschrift für Philosophie                                          | Allgemein                                                | Link    |
| Dialectica                                                                    | Analytische Philosophie und Theoretische Philosophie     | Link    |
| Dialogoi                                                                      | Antike Philosophie                                       | Link    |
| Dionysius                                                                     | Antike Philosophie                                       | Link    |
| Early Science and Medicine                                                    | Wissenschaftstheorie                                     | Link    |
| Economics & Philosophy                                                        | Politische Philosophie                                   | Link    |
| Elenchos                                                                      | Antike Philosophie                                       | Link    |
| Environmental Ethics                                                          | Ethik                                                    | Link    |
| Environmental Philosophy                                                      | Ethik                                                    | Link    |
| Environmental Values                                                          | Ethik                                                    | Link    |
| Episteme                                                                      | Epistemologie                                            | Link    |
| Epoché                                                                        | Geschichte der Philosophie                               | Link    |
| Eirene                                                                        | Antike Philosophie                                       | Link    |
| Ergo                                                                          | Allgemein                                                | Link    |
| Erkenntnis                                                                    | Allgemein                                                | Link    |
| Essays in Philosophy                                                          | Allgemein                                                | Link    |
| Ethical Theory and Moral Practice                                             | Ethik                                                    | Link    |
| Ethics                                                                        | Ethik                                                    | Link    |
| Ethics and Information Technology                                             | Ethik                                                    | Link    |
| Ethics, Policy & Environment                                                  | Ethik                                                    | Link    |
| Ethics & International Affairs                                                | Ethik                                                    | Link    |
| Études platoniciennes                                                         | Antike Philosophie                                       | Link    |
| European Journal for Philosophy of Science                                    | Wissenschaftstheorie                                     | Link    |
| European Journal of Analytic Philosophy                                       | Analytische Philosophie                                  | Link    |
| European Journal of Philosophy                                                | Europäische Philosophie                                  | Link    |
| European Journal of Political Theory                                          | Politische Philosophie                                   | Link    |
| Facta Philosophica                                                            | Allgemein                                                | Link    |
| Faith and Philosophy                                                          | Religionsphilosophie                                     | Link    |
| Feminist Philosophy Quarterly                                                 | Feministische Philosophie                                | Link    |
| Foundations of Science                                                        | Wissenschaftstheorie                                     | Link    |
| Giornale di Filosofia della Religione                                         | Religionsphilosophie                                     | Link    |
| Giornale di Metafisica                                                        | Metaphysik                                               | Link    |
| Global Justice                                                                | Politische Philosophie                                   | Link    |
| Grazer Philosophische Studien                                                 | Analytische Philosophie                                  | Link    |
| Hastings Center Report                                                        | Ethik                                                    | Link    |
| Historia Philosophica                                                         | Geschichte der Philosophie                               | Link    |
| History and Philosophy of Logic                                               | Logik und Geschichte der Philosophie                     | Link    |
| History and Philosophy of the Life Sciences                                   | Wissenschaftstheorie                                     | Link    |
| History of Philosophy & Logical Analysis                                      | Geschichte der Philosophie                               | Link    |
| History of Philosophy Quarterly                                               | Geschichte der Philosophie                               | Link    |
| Hyle                                                                          | Wissenschaftstheorie                                     | Link    |
| Indian Philosophical Quarterly                                                | Allgemein                                                | Link    |
| Informal Logic                                                                | Philosophie der Mathematik und Logik                     | Link    |
| International Journal of Feminist Approaches to Bioethics                     | Ethik und Feministische Philosophie                      | Link    |
| International Journal for the Philosophy of Religion                          | Religionsphilosophie                                     | Link    |
| International Studies in the Philosophy of Science                            | Wissenschaftstheorie                                     | Link    |
| Inquiry                                                                       | Allgemein                                                | Link    |
| International Journal of Applied Philosophy                                   | Praktische Philosophie                                   | Link    |
| The International Journal of the Platonic Tradition                           | Allgemein                                                | Link    |
| Jahrbuch für Religionsphilosophie                                             | Religionsphilosophie                                     | Link    |
| The Journal of Aesthetics and Art Criticism                                   | Ästhetik                                                 | Link    |
| Journal of Agricultural and Environmental Ethics                              | Ethik                                                    | Link    |
| Journal of Analytic Theology                                                  | Religionsphilosophie                                     | Link    |
| Journal of Ancient Philosophy                                                 | Antike Philosophie                                       | Link    |
| Journal of Applied Philosophy                                                 | Praktische Philosophie                                   | Link    |
| Journal of Business Ethics                                                    | Ethik                                                    | Link    |
| Journal of Comparative Literature and Aesthetics                              | Ästhetik                                                 | Link    |
| Journal of Consciousness Studies                                              | Philosophie des Geistes                                  | Link    |
| Journal of Empirical Research on Human Research Ethics                        | Ethik                                                    | Link    |
| Journal of Didactics of Philosophy                                            | Philosophiedidaktik                                      | Link    |
| The Journal of Ethics                                                         | Ethik                                                    | Link    |
| Journal of Ethics and Social Philosophy                                       | Ethik                                                    | Link    |
| The Journal of Hellenic Studies                                               | Antike Philosophie                                       | Link    |
| Journal of Indian Council of Philosophical Research                           | Indische Philosophie                                     | Link    |
| The Journal of Law, Medicine & Ethics                                         | Ethik                                                    | Link    |
| Journal of Linguistics                                                        | Sprachphilosophie                                        | Link    |
| Journal of Logic, Language and Information                                    | Sprachphilosophie und Logik                              | Link    |
| Journal of Medical Ethics                                                     | Ethik                                                    | Link    |
| The Journal of Medicine and Philosophy                                        | Wissenschaftstheorie                                     | Link    |
| Journal of Moral Philosophy                                                   | Ethik                                                    | Link    |
| Journal of Philosophical Logic                                                | Philosophie der Mathematik und Logik                     | Link    |
| Journal of Philosophical Research                                             | Allgemein                                                | Link    |
| The Journal of Philosophy                                                     | Allgemein                                                | Link    |
| Journal of Political Philosophy                                               | Politische Philosophie                                   | Link    |
| Journal of Pragmatics                                                         | Sprachphilosophie                                        | Link    |
| Journal of Psycholinguistic Research                                          | Sprachphilosophie                                        | Link    |
| Journal of Semantics                                                          | Sprachphilosophie                                        | Link    |
| Journal of Social Ontology                                                    | Sozialontologie                                          | Link    |
| Journal of Social Philosophy                                                  | Politische Philosophie                                   | Link    |
| The Journal of Symbolic Logic                                                 | Philosophie der Mathematik und Logik                     | Link    |
| Journal of the History of Philosophy                                          | Geschichte der Philosophie                               | Link    |
| Journal of the International Society for the History of Philosophy of Science | Wissenschaftstheorie                                     | Link    |
| Journal of the Society of Christian Ethics                                    | Ethik                                                    | Link    |
| The Journal of Value Inquiry                                                  | Ethik                                                    | Link    |
| Journal Phänomenologie                                                        | Phänomenologie, Hermeneutik und Französische Philosophie | Link    |
| Juventas                                                                      | Allgemein                                                | Link    |
| Kennedy Institute of Ethics Journal                                           | Ethik                                                    | Link    |
| Klêsis                                                                        | Allgemein                                                | Link    |
| Kriterion                                                                     | Allgemein                                                | Link    |
| Language                                                                      | Sprachphilosophie                                        | Link    |
| Language and Cognitive Processes                                              | Sprachphilosophie                                        | Link    |
| Language & Communication                                                      | Sprachphilosophie                                        | Link    |
| Law and Philosophy                                                            | Rechts-, Sozial- und Kulturphilosophie                   | Link    |
| Linguistics and Philosophy                                                    | Sprachphilosophie                                        | Link    |
| Linguistische Berichte                                                        | Sprachphilosophie                                        | Link    |
| Logic and Logical Philosophy                                                  | Philosophie der Mathematik und Logik                     | Link    |
| Logical Analysis and History of Philosophy                                    | Geschichte der Philosophie                               | Link    |
| Logos                                                                         | Allgemein                                                | Link    |
| Logos & Episteme                                                              | Epistemologie                                            | Link    |
| Merkur                                                                        | Allgemein                                                | Link    |
| Metaphysica                                                                   | Metaphysik                                               | Link    |
| Metascience                                                                   | Wissenschaftstheorie                                     | Link    |
| Méthexis                                                                      | Antike Philosophie                                       | Link    |
| Mind                                                                          | Allgemein                                                | Link    |
| Mind & Language                                                               | Sprachphilosophie                                        | Link    |
| Mnemosyne                                                                     | Antike Philosophie                                       | Link    |
| The Monist                                                                    | Allgemein                                                | Link    |
| Moral Philosophy and Politics                                                 | Politische Philosophie                                   | Link    |
| The National Catholic Bioethics Quarterly                                     | Ethik                                                    | Link    |
| Natural Language & Linguistic Theory                                          | Sprachphilosophie                                        | Link    |
| Natural Language Semantics                                                    | Sprachphilosophie                                        | Link    |
| Neue Zeitschrift für systematische Theologie und Religionsphilosophie         | Religionsphilosophie                                     | Link    |
| Neuroethics                                                                   | Ethik                                                    | Link    |
| Notre Dame Journal of Formal Logic                                            | Philosophie der Mathematik und Logik                     | Link    |
| Noûs                                                                          | Allgemein                                                | Link    |
| Oldenburger Jahrbuch für Philosophie                                          | Allgemein                                                | Link    |
| Oxford Studies in Ancient Philosophy                                          | Antike Philosophie                                       | Link    |
| Pacific Philosophical Quarterly                                               | Analytische Philosophie                                  | Link    |
| Perspectives in Science                                                       | Wissenschaftstheorie                                     | Link    |
| Perspectives on Science                                                       | Wissenschaftstheorie                                     | Link    |
| The Philosopher                                                               | Allgemein                                                | Link    |
| Philosophers’ Imprint                                                         | Allgemein                                                | Link    |
| Philosophia                                                                   | Allgemein                                                | Link    |
| Philosophia Mathematica                                                       | Philosophie der Mathematik und Logik                     | Link    |
| Philosophical Books                                                           | Analytische Philosophie                                  | Link    |
| Philosophical Explorations                                                    | Philosophie des Geistes                                  | Link    |
| Philosophical Investigations                                                  | Allgemein                                                | Link    |
| Philosophical Psychology                                                      | Wissenschaftstheorie                                     | Link    |
| The Philosophical Quarterly                                                   | Allgemein                                                | Link    |
| The Philosophical Review                                                      | Allgemein                                                | Link    |
| Philosophical Studies                                                         | Analytische Philosophie                                  | Link    |
| Philosophical Topics                                                          | Allgemein                                                | Link    |
| Philosophie antique                                                           | Antike Philosophie                                       | Link    |
| Philosophische Rundschau                                                      | Allgemein                                                | Link    |
| Philosophischer Literaturanzeiger                                             | Allgemein                                                | Link    |
| Philosophisches Jahrbuch                                                      | Allgemein                                                | Link    |
| Philosophy                                                                    | Allgemein                                                | Link    |
| Philosophy & Public Affairs                                                   | Politische Philosophie                                   | Link    |
| Philosophy and the Mind Sciences                                              | Philosophie des Geistes                                  | Link    |
| Philosophy and Phenomenological Research                                      | Allgemein                                                | Link    |
| Philosophy East and West                                                      | Interkulturelle Philosophie                              | Link    |
| Philosophy of Science                                                         | Wissenschaftstheorie                                     | Link    |
| Philosophy of the Social Sciences                                             | Wissenschaftstheorie                                     | Link    |
| Philosophy, Theory, and Practice in Biology                                   | Philosophie der Biologie                                 | Link    |
| Phoenix                                                                       | Antike Philosophie                                       | Link    |
| Phronesis                                                                     | Antike Philosophie                                       | Link    |
| Polis                                                                         | Antike Philosophie                                       | Link    |
| Political Studies                                                             | Politische Philosophie                                   | Link    |
| Politics, Philosophy & Economics                                              | Politische Philosophie                                   | Link    |
| Polylog                                                                       | Interkulturelle Philosophie                              | Link    |
| Pragmatics & Cognition                                                        | Sprachphilosophie                                        | Link    |
| Principia                                                                     | Epistemologie                                            | Link    |
| Prolegomena                                                                   | Allgemein                                                | Link    |
| Psyche                                                                        | Philosophie des Geistes                                  | Link    |
| Radical Philosophy                                                            | Ethik                                                    | Link    |
| Ratio                                                                         | Analytische Philosophie                                  | Link    |
| Relations                                                                     | Ethik                                                    | Link    |
| Res Philosophica                                                              | Allgemein                                                | Link    |
| Rhizomata                                                                     | Antike Philosophie                                       | Link    |
| The Review of Metaphysics                                                     | Metaphysik                                               | Link    |
| The Review of Symbolic Logic                                                  | Philosophie der Mathematik und Logik                     | Link    |
| Revue de philosophie ancienne                                                 | Antike Philosophie                                       | Link    |
| The Review of Metaphysics                                                     | Allgemein                                                | Link    |
| Review of Philosophy and Psychology                                           | Allgemein                                                | Link    |
| Revue philosophique de la France et de l’étranger                             | Allgemein                                                | Link    |
| Sic et Non                                                                    | Rechts-, Sozial- und Kulturphilosophie                   | Link    |
| Social Epistemology                                                           | Epistemologie                                            | Link    |
| Social Imaginaries                                                            | Rechts-, Sozial- und Kulturphilosophie                   | Link    |
| Social Text                                                                   | Rechts-, Sozial- und Kulturphilosophie                   | Link    |
| Sophia                                                                        | Religionsphilosophie                                     | Link    |
| Studia Phaenomenologica                                                       | Allgemein                                                | Link    |
| Studia philosophica                                                           | Allgemein                                                | Link    |
| Studies in History and Philosophy of Science                                  | Wissenschaftstheorie                                     | Link    |
| Studies in the History and Philosophy of Biological and Biomedical Sciences   | Wissenschaftstheorie                                     | Link    |
| Studies in the History and Philosophy of Modern Physics                       | Wissenschaftstheorie                                     | Link    |
| Synthese                                                                      | Epistemologie und Wissenschaftsphilosophie               | Link    |
| Tabula Rasa                                                                   | Allgemein                                                | Link    |
| Teaching Ethics                                                               | Ethik                                                    | Link    |
| Theologie und Philosophie                                                     | Religionsphilosophie                                     | Link    |
| Thought                                                                       | Philosophie der Mathematik und Logik                     | Link    |
| Topoi                                                                         | Allgemein                                                | Link    |
| Utilitas                                                                      | Ethik                                                    | Link    |
| Vivarium                                                                      | Geschichte der Philosophie                               | Link    |
| Widerspruch                                                                   | Politische Philosophie                                   | Link    |
| Zeitschrift für Ästhetik und Allgemeine Kunstwissenschaft                     | Ästhetik                                                 | Link    |
| Zeitschrift für Didaktik der Philosophie und Ethik                            | Ethik                                                    | Link    |
| Zeitschrift für Kulturphilosophie                                             | Rechts-, Sozial- und Kulturphilosophie                   | Link    |
| Zeitschrift für kritische Sozialtheorie und Philosophie                       | Rechts-, Sozial- und Kulturphilosophie                   | Link    |
| Zeitschrift für philosophische Forschung                                      | Allgemein                                                | Link    |
| Zeitschrift für Politische Theorie                                            | Politische Philosophie                                   | Link    |
| Zeitschrift für Praktische Philosophie                                        | Ethik                                                    | Link    |
| Zeitschrift für Ethik und Moralphilosophie                                    | Ethik                                                    | Link    |
| Zeitschrift für Wirtschafts- und Unternehmensethik                            | Ethik                                                    | Link    |

## Zeitschriften nach Philosophen
| Name                  | Philosoph                          | Website |
| --------------------- | ---------------------------------- | ------- |
| Brentano Studien      | Franz Brentano                     | Link    |
| Cassirer Studies      | Ernst Cassirer                     | Link    |
| Fichte-Studien        | Johann Gottlieb Fichte             | Link    |
| Hegel-Jahrbuch        | Georg Wilhelm Friedrich Hegel      | Link    |
| Hegel-Studien         | Georg Wilhelm Friedrich Hegel      | Link    |
| Heidegger Studies     | Martin Heidegger                   | Link    |
| Hume Studies          | David Hume                         | Link    |
| Husserl Studies       | Edmund Husserl                     | Link    |
| Kant-Studien          | Immanuel Kant                      | Link    |
| Studi Kantiani        | Immanuel Kant                      | Link    |
| Leibniz Review        | Gottfried Wilhelm Leibniz          | Link    |
| Meinong Studies       | Alexius Meinong                    | Link    |
| New Nietzsche Studies | Friedrich Nietzsche                | Link    |
| Nietzsche-Studien     | Friedrich Nietzsche                | Link    |
| Plato Journal         | Platon                             | Link    |
| Schelling-Studien     | Friedrich Wilhelm Joseph Schelling | Link    |
| Schopenhauer-Jahrbuch | Arthur Schopenhauer                | Link    |
| Studia Leibnitiana    | Gottfried Wilhelm Leibniz          | Link    |
| Studia Spinozana      | Baruch de Spinoza                  | Link    |
| Wittgenstein-Studien  | Ludwig Wittgenstein                | Link    |

## Informationsdienste
- Information Philosophie (Link)
- Mitteilungen der Deutschen Gesellschaft für Philosophie (Link)
- The Reasoner (Link)